# Sorbus
Sorbus és un gènere de plantes amb flor. Compta amb unes 100–200 espècies d'arbres i arbusts en la subfamília Maloideae. Éls noms populars de les espècies d'aquest gènere són: server o moixera.

## Taxonomia
Als Països Catalans apareixen les següents espècies: Sorbus domestica, S.aucuparia, S. aria S. chamaespilus i S. torminalis.
A causa del fenomen de l'apomixi el nombre d'espècies existents és molt discutit. Hi ha híbrids molt corrents, puix que l'apomixi resulta en autofertilitat sense pol·linització i amb llavors que són clons això ha donat lloc a nombroses microespècies apomíctiques. En sentit ampli el gènere està dividit en dos subgèneres principals i tres o quatre petits subgenères: 
- Sorbus subgènere Sorbus (gènere Sorbus sensu stricto), amb fulles compostes normalment sense pilositat; els carpels del fruit no fusionats; espècie tipus Sorbus aucuparia (Moixera de guilla). Distribució: Hemisferi nord temperada freda. (Gènere Sorbus s.s.)
- Sorbus subgènere Aria (gènere Aria), amb fulles simples normalment pilositat blanca al revers; carpels del fruit no fusionats; espècie tipus Sorbus aria (Moixera vera). Distribució: Europa i Àsia temperada.
  - Sorbus subgènere Micromeles (gènere Aria), en unes poques espècies d'Àsia (per exemple Sorbus alnifolia, amb fulles estretes. Distribució: Nord-est temperat d'Àsia.
- Sorbus subgènere Cormus (gènere Cormus), similar al subgènere Sorbus, però amb la diferència dels carpels fusionats en el fruit; una sola espècie, Sorbus domestica (Servera). Distribució: Magrib, Europa temperada càlida, oest d'Àsia.
- Sorbus subgènere Torminaria (gènere Torminalis), amb fulles semblants als aurons (Acer); carpels del fruit no fusionats; només una espècie, Sorbus torminalis (Moixera de pastor). Distribució: Europa temperada Magrib i Caucas.
- Sorbus subgènere Chamaemespilus (gènere Chamaemespilus), un arbust Sorbus chamaemespilus amb fulles simples i flors roses. Distribució: muntanyes del sud d'Europa.